# 3604 Berkhuijsen
3604 Berkhuijsen eller 5550 P-L är en asteroid i huvudbältet som upptäcktes den 17 oktober 1960 av den nederländsk-amerikanske astronomen Tom Gehrels och det nederländska astronomparet Ingrid van Houten-Groeneveld och Cornelis Johannes van Houten vid Palomarobservatoriet. Den är uppkallad efter astronomen Ellie Berkhuijsen.
Asteroiden har en diameter på ungefär 12 kilometer och den tillhör asteroidgruppen Adeona.